# Murray Hill
Murray Hill (356 m n. m.) je kopec na Vánočním ostrově ve východní části Indického oceánu. Jedná se o nejvyšší bod ostrova i celého stejnojmenného australského externího teritoria. Ostrov byl poprvé popsán v roce 1857, i když byl objeven už v roce 1615. Jeho rozloha je asi 135 km².
Náhorní plošina kolem vrcholu je hustá a stále zelená, i když biodiverzita stromů je ve srovnání s podobnými oblastmi kontinentálního deštného pralesa omezena. Murray Hill je nedílnou součástí národního parku Vánočního ostrova, který se rozkládá na ploše 85 km² v jihozápadním výběžku ostrova.

## Historie
Vánoční ostrov byl objeven v roce 1615 Johnem Milwardem, kapitánem východoindické společnosti a v roce 1643 byl pojmenován na Vánoční ostrov kapitánem Williamem Mynosem, protože se kolem něj plavil 25. prosince. Až v roce 1887 byl na ostrově proveden topografický a geologický průzkum malou skupinou z lodi HMS Egerie. A také tato skupina poprvé vystoupila na vrchol Murray Hill a určila jej nejvyšším. Na ostrově byly nalezeny bohaté zásoby fosfátů. V roce 1888 byl anektován Velkou Británií a byl spravován ze Singapuru.